# Julius Exuperantius
Julius Exuperantius was een Latijnse historicus, van wie wordt verondersteld dat hij in de 5e eeuw leefde. Exuperantius schreef een geschiedwerk dat, onder de titel Iulii Exuperantii opusculum, voor het eerst door Friedrich Sylburg (Historiae romanae scriptores Latini minores, I, Frankfurt, 1588) op basis van een handschrift van Pierre Pithou (MS Parisinus lat. 6085) uitgegeven, sindsdien vaak aan het einde van edities van de werken van Sallustius wordt toegevoegd. Deze korte voorstelling van de Romeinse burgeroorlog tussen Gaius Marius en Lucius Cornelius Sulla tot aan de dood van Quintus Sertorius, wordt verondersteld haast volledig te zijn gebaseerd op de werken van Sallustius.

## Referentie
- G. Wissowa, art. Exsuperantius (2), in RE VI.2 (1909), coll. 1695-1696.

- Bibsys: 95001692
- Biblioteca Nacional de España: XX1646419
- Bibliothèque nationale de France: cb123635489 (data)
- Catàleg d'autoritats de noms i títols de Catalunya: 981058515670206706
- Gemeinsame Normdatei: 118531492
- International Standard Name Identifier: 0000 0001 0867 0277
- Library of Congress Control Number: n82229993
- Nationale en Universitaire bibliotheek Zagreb: 000382542
- Nederlandse Thesaurus van Auteursnamen: 070224757
- Réseau des bibliothèques de Suisse occidentale: 02-A000059840
- LIBRIS: 281992
- Système universitaire de documentation: 084975156
- Virtual International Authority File: 7467350
- WorldCat: E39PCjJqVVQ4k6K8XjhbkTpbHP

1. ↑  algemene catalogus van BnF; geraadpleegd op: 6 november 2016.